# Cesare Moltini
Cesare Moltini (fl. 1910-1918) est un acteur italien, actif pendant la période du muet.

## Filmographie partielle
- 1910 : Abandonnée (L'abbandonata) de Mario Caserini
- 1911 : Agrippine (Agrippina) d'Enrico Guazzoni
- 1911 : Antigone de Mario Caserini
- 1911 : La Jérusalem délivrée ((La) Gerusalemme liberata) d'Enrico Guazzoni
- 1911 : Raggio di luce
- 1912 : Brigand et gendarme (Brigante e carabiniere)
- 1912 : Sauvée (Salvata)
- 1912 : Le charme de la force (Il fascino della violenza)
- 1913 : Quo vadis ? (Quo vadis?) d'Enrico Guazzoni
- 1918 : Gli spettri